# ويليام جوردي
ويليام جوردي (بالإنجليزية: William Jordy)‏ هو مؤرخ أمريكي، ولد في 1917، وتوفي في 10 أغسطس 1997.